# Запрудский, Константин Фёдорович
Константин Фёдорович Запрудский (1874, Москва — 7 августа 1930, Москва) — деятель обновленчества, обновленческий епископ Ишимский.

## Биография
Родился в 1874 году в Москве в семье псаломщика. В 1889 году окончил Ярославское духовное училище. 21 сентября 1894 года был посвящён в стихарь. В 1895 году окончил Ярославскую духовную семинарию по первому разряду и был принят в Казанскую духовную академию. В 1899 году окончил Казанскую духовную академию со степенью кандидата богословия с правом преподавания в семинарии и с правом получения степени магистра богословия без нового устного испытания.
26 июня 1899 года рукоположён в сан священника и назначен к Скорбященской церкви на Калитниковском кладбище города Москвы.
В 1903 году награждён набедренником, в 1908 году — бархатной фиолетовой скуфьёй, 1 апреля 1913 года — камилавкой.
В 1922 году, будучи вдовым священником, уклонился в обновленчество.
Уже 10 сентября (по новому стилю) в Московском Страстном монастыре состоялось его епископское поставление во епископа Витебско-Полоцкого. При этом монастырь не был обновленческим. Как докладывала Патриарху Тихону Алексей Гулич, богослужение обновленцы совершили без разрешения: «Службу провели под угрозой в случае противодействия распоряжению ВЦУ закрыть храм. Расклеили и объявления о предстоящем богослужении; 26 августа [старого стиля] о нём сообщил игумении человек, назвавшийся иподиаконом епископа Николая Богородского». В хиротонии принимали участие: архиепископ Крутицкий Антонин (Грановский), архиепископ Костромской Серафим (Мещеряков), епископ Богородский Николай (Федотов), Николай (Гиляровский), викарий Екатеринославский, епископ Можайский Иоанникий (Чанцев) — викарий Московской епархии. Также служили протоиерей Владимир Красницкий и Сергиев.
Антонин (Грановский), известный своей непримиримой позицией в отношении белого епископата, во время вручения жезла новохиротонисанному епископу, митрополит Антонин произнёс речь, которая превратилась в настоящий обвинительный акт против белого епископата и против Живой Церкви. Здесь обновленцам припомнилось все: и карьеризм, и доносы, и недостойное поведение в быту. В адрес Запрудского он выразился так: «Попы лезут в архиереи, чтобы пить и курить». В результате в храме поднялся невероятный шум и крик, а Константин Запрудский упал в обморок.
Прибыл в Витебск по ходатайству протоиерея Михаила Свидерского вместо арестованного тихоновского архиепископа Иннокентия (Ястребова). В Витебске столкнулся с непримиримой оппозицией духовенства и мирян. Образовавшаяся группа противников раскола составляла общину городского Николаевского собора, настоятелем которого был протоиерей Николай Околович. 15 октября 1922 года Соборный Совет этого храма постановил не признавать епископом Полоцким и Витебским Константина Запрудского, так как законным правящим архиереем епархии является архиепископ Иннокентий (Ястребов). Совет также постановил не признавать самочинное Витебское Епархиальное Управление и не подчиняться его требованиям. Такую же резолюцию приняло и Общее Собрание верующих Полоцка, состоявшееся 24 января 1923 года, в которое входило около 500 человек.
Прослужил в Витебске всего около двух месяцев, породив массу разных кривотолков и вёл себя недостойно своего сана.
16 февраля 1923 года назначен епископом Рыльским, викарием Курской обновленческой епархии.
С 13 января 1925 года — епископ Нижне-Чирский, викарий Сталинградской обновленческой епархии.
В апреле 1925 года значится в списке жителей Усть-Медведицкого округа, лишённых избирательных прав.
С 1 января 1926 года — епископ Ленинский, викарий и временный управляющий Сталинградской обновленческой епархией.
С 5 мая 1926 года — епископ Ирбитский. 10 сентября того же года — правящий архиерей Ишимской обновленческой епархии.
Был репрессирован, подробности репрессий неизвестны. С 14 февраля 1928 года определён на покой по болезни.
Скончался 7 августа 1930 года в Москве.